# توماس ميكلسن (لاعب كرة قدم)
توماس ميكلسن (بالدنماركية: Thomas Mikkelsen)‏ هو لاعب كرة قدم دنماركي في مركز الهجوم، ولد في 19 يناير 1990 في الدنمارك في مملكة الدنمارك. لعب مع نادي أودنسه ونادي غوتبورغ ونادي فايله.

## وصلات خارجية
- توماس ميكلسن (لاعب كرة قدم) على موقع قاعدة بيانات كرة القدم.إي يو (الإنجليزية)
- توماس ميكلسن (لاعب كرة قدم) على موقع Soccerway.com (الإنجليزية)
- توماس ميكلسن (لاعب كرة قدم) على موقع عالم كرة القدم.نت (الإنجليزية)